# Arquidiócesis de Besanzón
La arquidiócesis de Besanzón (en latín: Archidioecesis Bisuntina y en francés: Archidiocèse de Besançon) es una circunscripción eclesiástica de la Iglesia católica en Francia. Se trata de una arquidiócesis latina, sede metropolitana de la provincia eclesiástica de Besanzón. Desde el 10 de octubre de 2013 su arzobispo es Jean-Luc Bouilleret.

## Territorio y organización

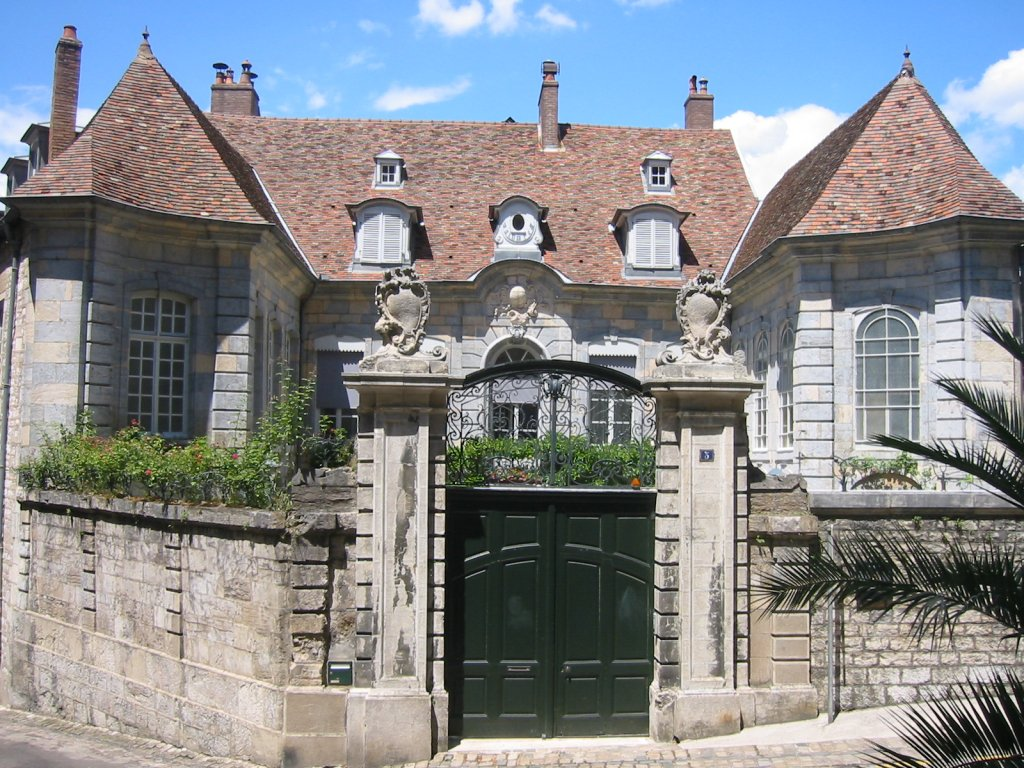
Palacio arzobispal de Besanzón, sede de los arzobispos desde 1910

La arquidiócesis tiene 9732 km² y extiende su jurisdicción sobre los fieles católicos de rito latino residentes en parte de la región de Borgoña-Franco Condado, en los departamentos de Doubs (excepto la ciudad de Montbéliard) y de Alto Saona (excepto Héricourt).

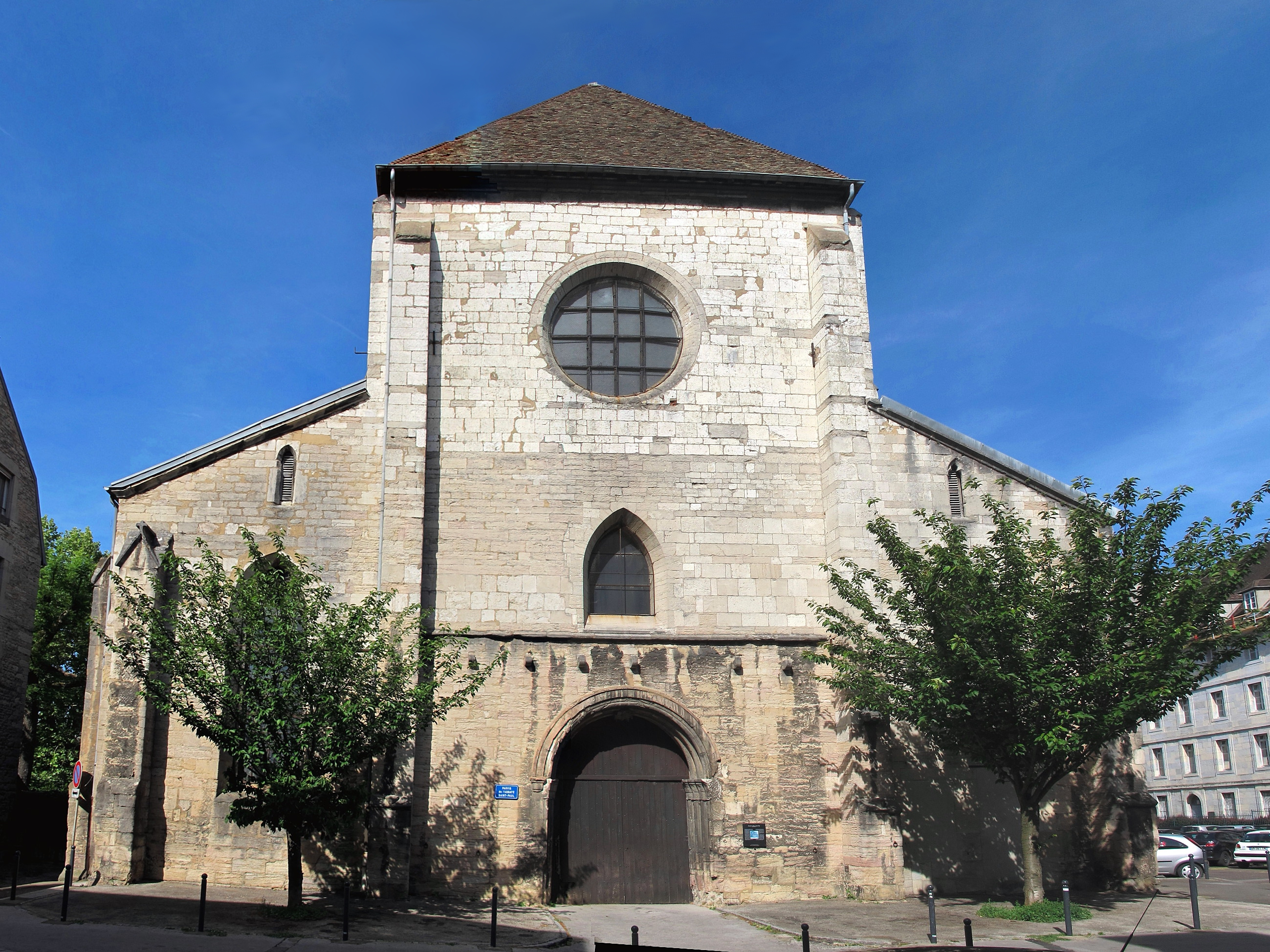
Iglesia de la abadía de San Pablo, en Besanzón, fundada en 630 por el obispo san Donato

La sede de la arquidiócesis se encuentra en la ciudad de Besanzón, en donde se halla la Catedral de San Juan.

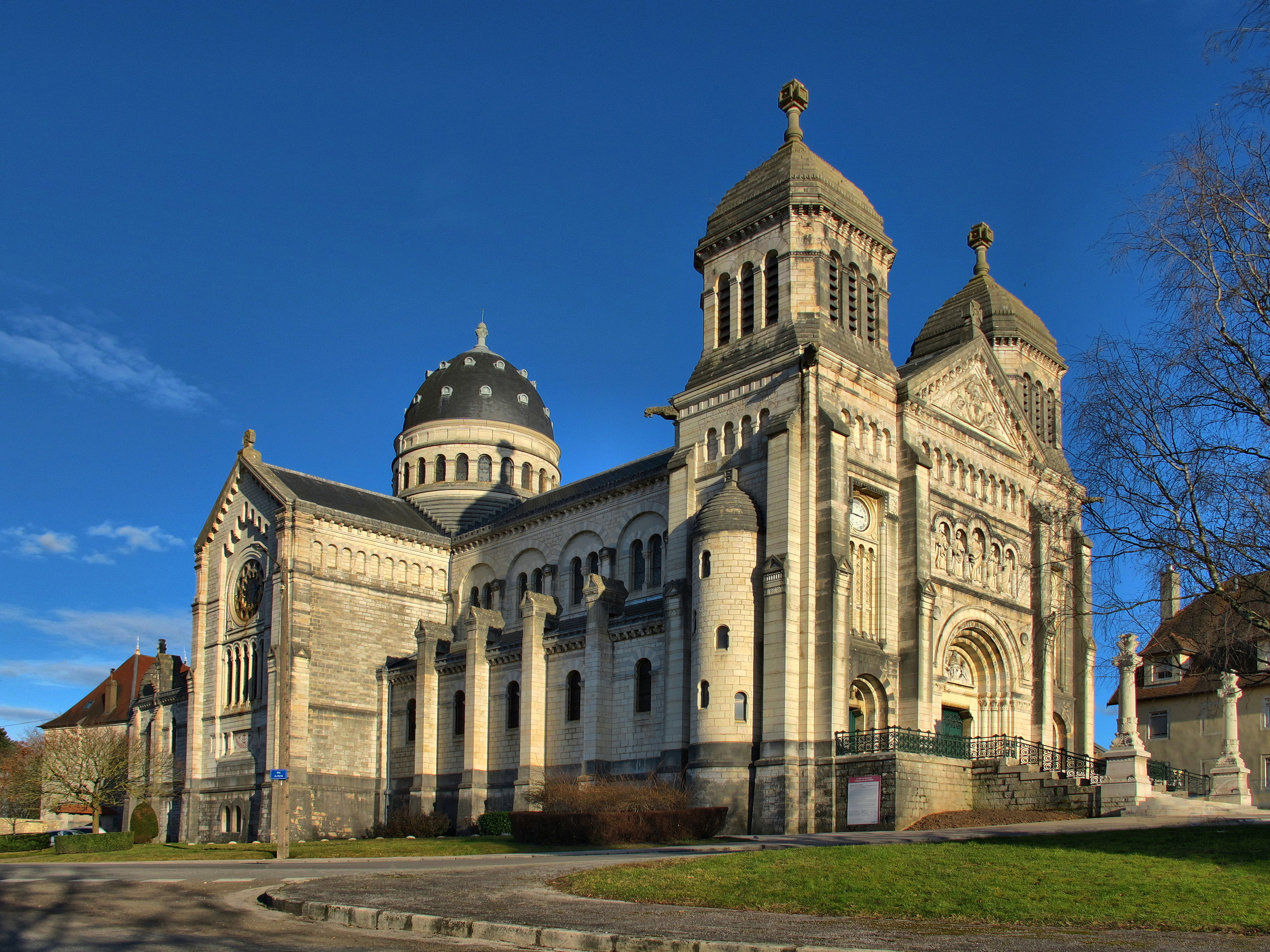
Basílica de San Ferruccio, en Besanzón, construida entre 1884 y 1901

La arquidiócesis tiene como sufragáneas a las diócesis de: Belfort-Montbéliard, Nancy, Saint-Claude, Saint-Dié y Verdún.

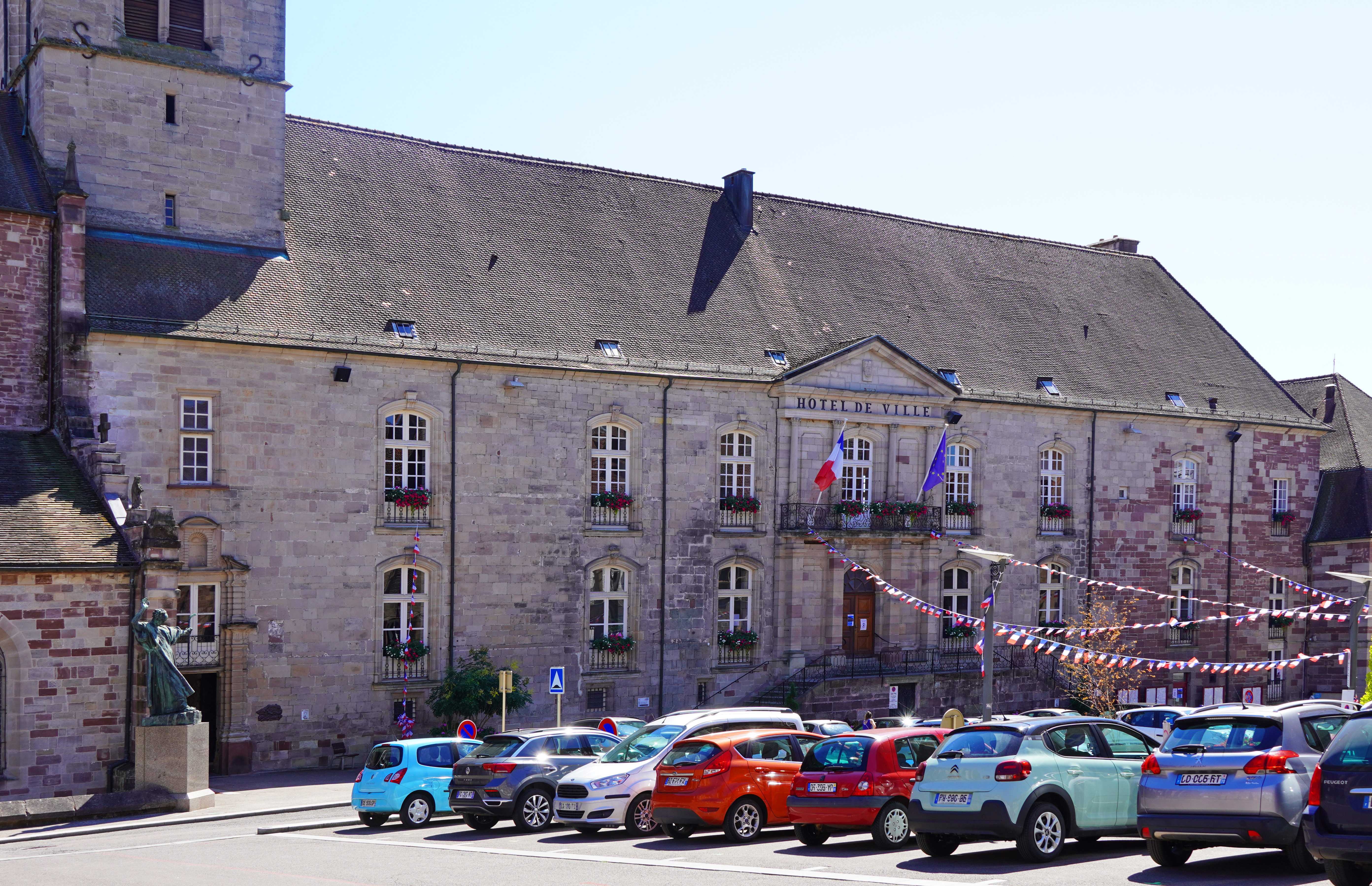
Abadía de Luxeuil, fundada en 590 por san Columbano

En 2022 en la arquidiócesis existían 67 parroquias agrupadas en 13 decanatos.

## Historia
Vesontio fue la capital y centro principal del pueblo de los sécuanos; en la época de Diocleciano se convirtió en la metrópolis de la provincia romana de Maxima Sequanorum, como atestigua la Notitia Galliarum de principios del siglo V.
Hacia finales del siglo II el obispo san Ireneo de Lyon envió dos presbíteros, originarios de Atenas en Grecia, san Ferruccio (Ferjeux en francés) y su hermano san Ferreolo (Ferreol), quienes evangelizaron al pueblo de los sécuanos y según la tradición estuvieron en el origen de la Iglesia de Besanzón. Ambos fueron martirizados alrededor del año 212 y se convirtieron en los santos patrones de Besanzón.
Una diócesis está certificada por primera vez por el obispo Pancarius, cuyo nombre se indica en las actas del pseudoconcilio de Colonia en 346. Después de él está atestiguado el obispo Quelidonio, hacia el año 444. Con el establecimiento de la organización eclesiástica, Vesontio se convirtió en la sede metropolitana de la provincia eclesiástica, siguiendo el modelo de la civil, que incluía las diócesis sufragáneas de Avenches (más tarde Lausana) y Basilea, a la que se añadió la de Belley.
La diócesis fue aniquilada durante el período de las invasiones bárbaras (los burgundios y los alamanes invadieron Sequania a partir del siglo IV después del fin de la dominación romana). Posteriormente se reorganizó a principios del siglo VII en la era merovingia, cuando los reyes francos expulsaron o asimilaron a los bárbaros.
Hacia finales del siglo VI el cristianismo pudo difundirse y consolidarse gracias a la labor de los monjes misioneros irlandeses, entre ellos el abad san Columbano de Luxeuil, fundador de la abadía de Luxeuil en el año 590, una de las más importantes y conocidas de Francia, y el origen de cientos de monasterios en el reino franco gracias a sus monjes, entre los que destaca san Galo. Saqueada por los sarracenos en 732, fue reconstruida por Carlomagno y confiada a los benedictinos.
Durante el período carolingio, los condes de Borgoña ostentaron el poder temporal y ejercieron una amplia influencia sobre los arzobispos, que sin embargo desempeñaron un papel de primordial importancia.
El arzobispo de Besanzón se convirtió en príncipe-obispo del Sacro Imperio Romano Germánico en la Edad Media, con el séptimo asiento en el consejo principesco del Reichstag. Cuando la propia ciudad de Besanzón desarrolló un sistema municipal, alcanzó el rango de ciudad libre del Imperio. El arzobispado y el municipio coexistieron durante siglos en el mismo territorio que se convirtió en un enclave en el condado de Borgoña controlado por los Habsburgo. Con el Tratado de Nimega toda la zona fue anexada a Francia, pero el arzobispo mantuvo excepcionalmente sus derechos en el Imperio en virtud de que sus diócesis sufragáneas permanecieron en él. En cualquier caso, no parece que los arzobispos posteriores, obviamente franceses, quisieran o pudieran volver a ejercerlos.
En el siglo XII la diócesis entregó a la Iglesia al papa Calixto II, originario de Quingey y elegido en la abadía de Cluny en Borgoña, fue promotor de la peregrinación a Santiago de Compostela.
En este período se multiplicaron las abadías recién fundadas, especialmente las cistercienses: fueron los principales centros de resistencia al cisma episcopal del emperador Federico Barbarroja, gobernante del Franco Condado y arzobispado de Besanzón.
Desde el siglo XIII al XVI, época de la Reforma protestante, las instituciones católicas sufrieron un declive. En esa época difícil para las comunidades cristianas, la arquidiócesis fue el refugio de muchos católicos que huyeron de Suiza y, sobre todo, de los obispos sufragáneos de Lausana y Basilea, expulsados de sus sedes episcopales por la victoria de los reformistas.
En 1742 Besanzón cedió una parte de su territorio para la erección de la diócesis de Saint-Claude mediante una bula del papa Benedicto XIV. El territorio de la arquidiócesis coincidió hasta el siglo XVIII con el condado de Borgoña (o Franco Condado incluido el condado de Montbéliard), y estaba dividido en 16 decanatos y alrededor de 900 parroquias. Antes de la revolución, la arquidiócesis estaba comprendida entre las diócesis de Toul y Saint-Dié al norte, la diócesis de Basilea al este, la de Lausana al sureste y las diócesis de Saint-Claude y Langres al oeste.
En virtud del concordato, el 29 de noviembre de 1801 la diócesis de Saint-Claude fue suprimida mediante la bula Qui Christi Domini del papa Pío VII y la arquidiócesis de Besanzón anexó su territorio, que al mismo tiempo llegó a coincidir con los tres departamentos de Doubs, Alto Saona y Jura. El 6 de octubre de 1822 se restableció la diócesis de Saint-Claude con territorio obtenido de la de Besanzón, mediante la bula Paternae charitatis del papa Pío VII; en esa ocasión también se redefinió la provincia eclesiástica, que incluía como sufragáneas a las diócesis de Estrasburgo, Metz, Verdún, Belley, Saint-Dié y Nancy.
Después de la guerra franco-prusiana, el territorio de Belfort, que seguía siendo francés, fue separado de la diócesis de Estrasburgo, que pasó a Alemania, y anexado por la arquidiócesis de Besanzón.
El 3 de noviembre de 1979 la arquidiócesis cedió otra porción de su territorio (el territorio de Belfort, el país de Montbéliard y el cantón de Héricourt) para la erección de la diócesis de Belfort-Montbéliard mediante la bula Qui divino consilio del papa Juan Pablo II.

## Estadísticas
Según el Anuario Pontificio 2023 la arquidiócesis tenía a fines de 2022 un total de 569 000 fieles bautizados.
| Año                                                                             | Población            | Población | Población      | Sacerdotes | Sacerdotes    | Sacerdotes    | Bautizados por sacerdote | Diáconos permanentes | Religiosos | Religiosos | Parroquias |
| Año                                                                             | Bautizados católicos | Total     | % de católicos | Total      | Clero secular | Clero regular | Bautizados por sacerdote | Diáconos permanentes | Varones    | Mujeres    | Parroquias |
| ------------------------------------------------------------------------------- | -------------------- | --------- | -------------- | ---------- | ------------- | ------------- | ------------------------ | -------------------- | ---------- | ---------- | ---------- |
| 1950                                                                            | 565 000              | 574 000   | 98.4           | 1008       | 943           | 65            | 560                      |                      | 188        | 1678       | 892        |
| 1959                                                                            | 730 000              | 760 000   | 96.1           | 1135       | 1040          | 95            | 643                      |                      | 157        | 2014       | 902        |
| 1970                                                                            | 740 000              | 782 879   | 94.5           | 874        | 824           | 50            | 846                      |                      | 50         | 1750       | 885        |
| 1980                                                                            | 475 500              | 501 450   | 94.8           | 641        | 608           | 33            | 741                      |                      | 86         | 1297       | 748        |
| 1990                                                                            | 503 000              | 528 000   | 95.3           | 489        | 459           | 30            | 1028                     | 4                    | 81         | 913        | 770        |
| 1999                                                                            | 500 000              | 535 000   | 93.5           | 339        | 326           | 13            | 1474                     | 16                   | 60         | 710        | 76         |
| 2000                                                                            | 510 000              | 550 412   | 92.7           | 329        | 318           | 11            | 1550                     | 16                   | 58         | 685        | 76         |
| 2001                                                                            | 512 000              | 550 412   | 93.0           | 321        | 310           | 11            | 1595                     | 19                   | 56         | 672        | 67         |
| 2002                                                                            | 500 000              | 552 793   | 90.4           | 311        | 299           | 12            | 1607                     | 19                   | 60         | 638        | 67         |
| 2003                                                                            | 500 000              | 550 412   | 90.8           | 296        | 285           | 11            | 1689                     | 19                   | 55         | 606        | 67         |
| 2004                                                                            | 500 000              | 550 412   | 90.8           | 278        | 266           | 12            | 1798                     | 21                   | 54         | 597        | 67         |
| 2006                                                                            | 500 000              | 550 000   | 90.9           | 258        | 250           | 8             | 1937                     | 24                   | 50         | 565        | 67         |
| 2012                                                                            | 533 000              | 583 729   | 91.3           | 215        | 202           | 13            | 2479                     | 29                   | 46         | 415        | 67         |
| 2015                                                                            | 578 400              | 608 500   | 95.1           | 190        | 177           | 13            | 3044                     | 31                   | 41         | 399        | 67         |
| 2018                                                                            | 567 000              | 614 375   | 92.3           | 168        | 155           | 13            | 3375                     | 30                   | 40         | 334        | 67         |
| 2020                                                                            | 568 400              | 615 800   | 92.3           | 160        | 145           | 15            | 3552                     | 35                   | 41         | 318        | 67         |
| 2022                                                                            | 569 000              | 617 000   | 92.2           | 131        | 117           | 14            | 4343                     | 36                   | 33         | 327        | 67         |
| Fuente: Catholic-Hierarchy, que a su vez toma los datos del Anuario Pontificio. |                      |           |                |            |               |               |                          |                      |            |            |            |

## Episcopologio
Los catálogos episcopales más antiguos de Besanzón son bastante tardíos y todos terminan, de primera mano, con el obispo Hugues de Salins († 1067). Louis Duchesne distingue estos catálogos en tres tipologías diferentes, cada una con sus variantes y documentadas mediante diferentes ejemplares. Curiosamente, la tipología B omite a aquellos obispos que, en el siglo XI eran considerados intrusos o de dudosa vida moral: esto es un claro indicio de que el catálogo tenía un uso litúrgico.
- San Lino †[nota 1]
- San Massimino †
- San Paolino †
- San Eusebio †
- San Ilario †
- San Pancario † (mencionado en 346)
- San Giusto †
- San Aniano †
- San Fronimio †
- San Desiderato †
- San Germano †[nota 2]
- San Leonzio †
- San Chelidonio † (mencionado en 444 circa)
  - Importuno † (ilegítimo)[nota 3]
- Gelmeisilo †[nota 4]
- San Antidio † (segunda mitad del siglo V)[nota 5]
- Amanzio † (fines del siglo V o inicios del siglo VI)
- Claudio I † (mencionado en 517)[nota 6]
- Urbico † (mencionado en 549)
- San Tetradio I † (antes de 552-después de 570)
- San Silvestro † (antes de 573-después de 585)[nota 7]
- San Protadio † (mencionado en 614)
- San Donato † (antes de 627-después de febrero de 658)
- San Nicezio † (mencionado en 670)[nota 8]
- Ternisco (o Ternazio) † (mencionado en 679 o 680)
- Gervasio †
- San Claudio II † (685-fines del siglo VII falleció)
- Felice †
- Tetradio II †[nota 9]
- Abbone †
- Waldelberto †
- Euroldo †
- Arnolfo ? †[nota 10]
- Erveo † (antes de 757-después de 762)
- San Gedeone †[nota 11]
- Bernoino † (antes de 811-después de 828)
- Amalvino † (antes de 838-después de 840)
- Arduico † (circa 843 [nota 12]-después de agosto de 870)
- Teodorico † (antes de 875-después de 895)
- Berengario † (antes de 927-circa 928 falleció)
  - Aymino † (mencionado en 915) (antiobispo)[nota 13]
  - Conterio † (obispo electo)[nota 14]
- Gerfroi † (antes de 932-después de 953)
- Guy †
- Guichard † (al tiempo de Otón III)
- Liétaud † (antes de 993-después de 994)
- Hector † (mencionado en 1008 circa)[nota 15]
  - Berthald † (obispo electo)[nota 16]
- Gauthier † (antes de 1016-2 de octubre circa 1031 falleció)
- Hugues de Salins † (7 de noviembre de 1031 consagrado-27 de julio de 1067 falleció)
- Hugues de Montfaucon † (1067-28 de septiembre de 1085 falleció)
- Hugues de Bourgogne † (1085-13 de septiembre de 1100 falleció)
- Hugues (Ponce) † (antes de enero de 1101 o 1102-1107 falleció)
- Guillaume d'Arguel † (antes de noviembre de 1108-1117 renunció)
- Anseric de Montréal † (después de junio de 1117-20 de abril de 1134 falleció)
- Humbert de Scey † (1134-1 de octubre de 1161 renunció)
- Gauthier de Bourgogne † (antes de septiembre de 1162-1163 nombrado arzobispo a título personal de Langres)
- Herbert † (1163-1170 depuesto)
- Eberard de Saint-Quentin † (1171-3 de octubre de 1180 falleció)
- Thierry de Montfaucon † (1180-23 de noviembre de 1191 falleció)
- Etienne de Vienne † (1191-11 de junio circa 1193 falleció)
- Amédée de Tramelay † (antes de 1197-28 de mayo de 1220 renunció)
- Gérard de Rougemont † (26 de marzo de 1221-15 de marzo de 1225 falleció)
- Jean Halgrin d'Abbeville, O.S.B.Clun. † (19 de octubre de 1225-23 de diciembre de 1226 nombrado patriarca del Constantinopla)
- Nicolas de Flavigny † (1227-7 de diciembre de 1235 falleció)
- Geoffroy † (1236-2 de mayo de 1241 falleció)
- Jean Franciogia † (1242-1244 renunció)
- Guillaume de la Tour † (25 de marzo de 1245-20 de agosto de 1268 falleció)
- Eudes de Rougemont † (9 de febrero de 1269-23 de junio de 1301 falleció)
- Hugues de Chalon † (11 de diciembre de 1301-1311 falleció)
- Vital de Maignaut † (23 de junio de 1312-27 de agosto de 1333 falleció)
- Hugues de Vienne † (22 de diciembre de 1333-12 de mayo de 1355 falleció)
- Jean de Vienne † (8 de junio de 1355-15 de noviembre de 1361 nombrado obispo de Metz)
- Louis de Montbéliard † (17 de noviembre de 1361-25 de julio de 1362 falleció)
- Aymon de Villersexel † (20 de marzo de 1363-10 de diciembre de 1370 falleció)
- Guillaume de Vergy † (29 de enero de 1371-17 de abril de 1391 renunció)
- Gerard d'Athies, O.S.B. † (4 de diciembre de 1391-22 de noviembre de 1404 falleció)
- Thiébaud de Rougemont † (20 de febrero de 1405-16 de septiembre de 1429 falleció)
  - Jean de la Rochetaillée † (14 de octubre de 1429-24 de marzo de 1437 falleció) (administrador apostólico)
- Francesco Condulmer † (27 de marzo de 1437-20 de octubre de 1438 nombrado arzobispo a título personal de Verona)
- Jean de Norry † (11 de febrero de 1439-1439 falleció)
- Quentin Ménard † (23 de septiembre de 1439-18 de diciembre de 1462 falleció)
- Charles de Neufchâtel † (14 de abril de 1463-20 de julio de 1498 falleció)
- François de Busleiden † (14 de marzo de 1499-23 de agosto de 1502 falleció)
- Antoine de Vergy † (4 de noviembre de 1502-29 de diciembre de 1541 falleció)
- Pierre de la Baume † (29 de diciembre de 1541 por sucesión-27 de junio de 1543 renunció)
- Claude de la Baume † (27 de junio de 1543-14 de junio de 1584 falleció)
- Antoine Perrenot de Granvelle † (14 de noviembre de 1584-21 de septiembre de 1586 falleció)
- Ferdinand de Rye † (5 de noviembre de 1586-20 de agosto de 1636 falleció)
- François de Rye † (20 de agosto de 1636 por sucesión-17 de abril de 1637 falleció)
- Claude D'Achey † (14 de mayo de 1638-17 de octubre de 1654 falleció)
- Charles-Emmanuel de Gorrevod † (29 de octubre de 1654-20 de julio de 1659 falleció)
- Jean-Jacques Fauche de Domprel † (21 de febrero de 1661-11 de marzo de 1662 falleció)
- Antoine-Pierre de Grammont, O.S.B. † (15 de enero de 1663-1 de mayo de 1698 falleció)
- François-Joseph de Grammont † (7 de septiembre de 1699-21 de agosto de 1717 falleció)
- René de Mornay † (6 de mayo de 1720-19 de mayo de 1721 falleció)
  - Sede vacante (1721-1724)
- Honoré-François Grimaldi de Monaco † (20 de noviembre de 1724-1 de marzo de 1732 renunció)
- Antoine-François de Bliterswyck de Montcley † (31 de marzo de 1732-12 de noviembre de 1734 falleció)
- Antoine-Pierre de Grammont † (27 de junio de 1735-7 de septiembre de 1754 falleció)
- Antoine Clériade de Choiseul-Beaupré † (17 de marzo de 1755-7 de enero de 1774 falleció)
- Raymond de Durfort † (9 de mayo de 1774-19 de marzo de 1792 falleció)
  - Sede vacante (1792-1801)[nota 17]
- Claude Le Coz † (29 de abril de 1802-3 de mayo de 1815 falleció)
- Gabriel Cortois de Pressigny † (1 de octubre de 1817-2 de mayo de 1823 falleció)
- Paul-Ambroise Frère de Villefrancon † (2 de mayo de 1823 por sucesión-27 de marzo de 1828 falleció)
- Louis-François-Auguste de Rohan-Chabot † (15 de diciembre de 1828-8 de febrero de 1833 falleció)
- Louis-Guillaume-Valentin Dubourg, P.S.S. † (29 de julio de 1833-12 de diciembre de 1833 falleció)
- Jacques-Marie-Adrien-Césaire Mathieu † (30 de septiembre de 1834-9 de julio de 1875 falleció)
- Pierre-Antoine-Justin Paulinier † (17 de septiembre de 1875-12 de noviembre de 1881 falleció)
- Joseph-Alfred Foulon † (30 de marzo de 1882-26 de mayo de 1887 nombrado arzobispo de Lyon)
- Arthur-Xavier Ducellier † (26 de mayo de 1887-29 de junio de 1893 falleció)
- Marie-Joseph-Jean-Baptiste-André-Clément-Fulbert Petit † (18 de mayo de 1894-28 de agosto de 1909 falleció)
- François-Léon Gauthey † (20 de enero de 1910-25 de julio de 1918 falleció)
- Louis Humbrecht † (14 de septiembre de 1918-28 de junio de 1927 falleció)
- Charles-Henri-Joseph Binet † (31 de octubre de 1927-15 de julio de 1936 falleció)
- Maurice-Louis Dubourg † (9 de diciembre de 1936-31 de enero de 1954 falleció)
- Marcel-Marie-Henri-Paul Dubois † (10 de junio de 1954-2 de julio de 1966 renunció[nota 18])
- Marc-Armand Lallier † (26 de agosto de 1966-6 de marzo de 1980 retirado)
- Lucien Charles Gilbert Daloz † (12 de diciembre de 1980-13 de agosto de 2003 renunció)
- André Jean René Lacrampe, Ist. del Prado † (13 de agosto de 2003-25 de abril de 2013 renunció)
- Jean-Luc Bouilleret, desde el 10 de octubre de 2013